# Parque Centenário
Centenário é um bairro que faz divisa com o centro de Duque de Caxias.
Aqui se encontra o campo do Tricolor Futebol Clube, importante área de lazer da região e a sede do Grêmio Recreativo Bloco Carnavalesco do China, campeão várias vezes no carnaval carioca de blocos realizados pela Riotur. E também as favelas do Complexo da Mangueirinha.
O bairro é cortado pela avenida Doutor Manoel Reis, uma das principais de Duque de Caxias. Aqui a economia é baseada no comércio local. Sua composição étnica é muito diversificada, nele há negros, brancos (italianos e portugueses), asiáticos e um grande número de nordestinos como em toda Duque de Caxias.
Abandonado há muitos anos pelo poder público devido à violência na região, o bairro Centenário, em Duque de Caxias, após a ocupação em agosto de 2013, pelas autoridades de segurança do estado, continua recebendo serviços da prefeitura. No Complexo da Mangueirinha, que abrange várias comunidades daquela área, as obras não param. Hoje, os serviços como coleta de lixo domiciliar, varrição das vias, manutenção da iluminação pública e recuperação de ruas são constantes no bairro, onde também já foram entregues as melhorias reivindicadas há muito tempo pelas comunidades. Os moradores contam três novas áreas de lazer inauguradas recentemente pela prefeitura de Duque de Caxias, com campo de grama sintética, playground e iluminação nas comunidades do Sapo, Telefônica e Igrejinha. Em 12 de setembro de 2007, no Complexo Escolar de
Sarapuí, a princípio, oferecia à comunidade apenas o curso de Educação Profissional Técnica de Nível Médio Subsequente ao Ensino Médio - área de formação Informática.

No ano seguinte, a unidade foi transferida para a Avenida Presidente Kennedy, no centro de Duque de Caxias, e começou a ofertar também o Ensino Médio Regular. Em 2012, foi inaugurado o novo campus, no bairro Centenário, oferecendo cursos do Ensino Médio Regular e do Programa Nacional de Acesso ao Ensino Técnico e Emprego (Pronatec), no 3º turno. Conforme o censo 2010 a população de Centenário é distribuida entre homens e mulheres. A População masculina, representa 10.082 hab., e a população feminina, 11.333 hab.
Esse bairro faz parte do primeiro distrito de Duque de caxias que são: Centro de Duque de Caxias, Engenho do Porto, Jardim 25 de Agosto,Parque Lafaiete,Parque Beira Mar, Parque Duque, Periquitos, Vila São Luiz, Gramacho, Bairro Sarapuí,Centenário, Doutor Laureano, Bairro Olavo Bilac, Bar dos Cavaleiros, Jardim Gramacho,Parque Centenário, Vila Centenário, Parque Sr. do Bonfim, Jardim Leal,Jardim Olavo Bilac,Vila centenário (Corte Oito),Chacrinha e Parque Felicidade